# Iglesia de San Félix de Cangas
La iglesia de San Félix de Cangas (en gallego: Igrexa de San Fiz de Cangas) es un templo religioso situado en la parroquia de San Félix de Cangas, en el ayuntamiento lugués de Pantón. Es el único vestigio que queda de un antiguo monasterio de origen visigodo. Como monasterio de monjas de la Orden de San Benito aparece citado en documentos de los años 1180 y 1119; en 1289 recibe donación de doña Urraca Yáñez y, en el año 1515, es anexionado al monasterio compostelano de San Pelayo de Antealtares.

## Arquitectura
La iglesia es de arquitectura románica del siglo XII, con elementos de transición. La planta exteriormente aparenta ser de cruz latina, pero tiene una sola nave con tres ábsides poligonales, ante las cuales se cruza otra nave.
La puerta principal presenta un arco ligeramente apuntado, y su tímpano va decorado con unos relevos que representan el Sol y la Luna con una cruz griega en el centro, bajo los cuales se representa una estrella de ocho puntas y unos rectángulos concéntricos.
La estructura original de la iglesia fue modificada en el siglo XVII al suprimirse el ábside lateral izquierdo para albergar en su lugar la capilla de Torrenovais, de la Casa de Espasantes, en la que fue colocado el sepulcro de Rodrigo López de Quiroga, caballero de Santiago y comendador de Anguera; el sepulcro es de arcosolio, con la figura orante del difunto.